# Рекк, Яков Андреевич
Яков Андреевич Рекк (нем. Jacob Reck; 22 октября 1867, Смоленская губерния — 12 октября 1913, Москва) — русский банкир и предприниматель, основатель одной из крупнейших российских домостроительных фирм — Московского торгово-строительного акционерного общества (1899).

## Биография
Родился 22 октября 1867 года. Из семьи поволжских немцев-переселенцев, поселянина Самарской губернии. В возрасте 10 лет остался без отца. Мать отправила его в Саратов получать образование, на попечение дальнему родственнику. В Саратове Яков учился в гимназии, а в остальное время работал на своего «благодетеля».
В 1886 году, в 19 лет, перебрался в Москву. Сначала был рядовым служащим в банкирской конторе Николая Вертгейма, в 1891 году, в возрасте 24 лет, — управляющий. В 1892 году купил Русский торгово-промышленный банк и преобразовал контору в московское отделение банка.
В 1893 году Рекк открыл кирпичный завод в деревне Часовая Звенигородского уезда Московской губернии. В 1899 году вместе с шестнадцатью компаньонами основал Московское торгово-строительное акционерное общество (МТСО) с капиталом 1 млн. рублей, был избран его директором-распорядителем. Целью создания компании были «приобретение, постройка и эксплуатация преимущественно в Москве и её окрестностях домов в целью предоставления больших жизненных удобств, а также для производства всякого рода строительных материалов и торговли ими». Кирпичный завод Рекка был передан в собственность МТСО. К результате Яков Рекк стал владельцем 640 акций номинальной стоимостью 160 тысяч рублей. Выпущенные акции акции и временные свидетельства МТСО были размещены на фондовом рынке.
В 1901 году учредил Товарищество Никольских рядов в Москве с основным капиталом в 750 тыс. рублей для владения и использования (сдача внаём торговых помещений) Никольских рядов на Никольской улице (д.5, архитектор Л. Н. Кекушев совместно с С. С. Шуцманом), построенных в 1899-1900 годах Московским торгово-строительным акционерным обществом, сооснователем и директором которого он являлся.
Тяготел к архитектуре модерна, западноевропейского ар нуво. На МТСО работали лучшие архитекторы Москвы Лев Кекушев, Вильям Валькот, Иван Фомин и другие. Строил доходные дома и особняки по собственному усмотрению по европейскому образцу («под ключ») за счёт общества, приглашая ведущих архитекторов, затем продавал их новым владельцам (Особняк Якунчиковой, Особняк Гутхейля и другие). Являлся членом московского отделения Русского технического общества. Несмотря на то, что архитекторам была предоставлена почти полная творческая свобода, у домов МТСО было нечто общее, названное вскоре «рекковским стилем», который вскоре нашёл последователей и подражателей и в целом оказал серьезное влияние на ценностные ориентиры заказчиков и подрядчиков. 

Надо Москву украсить стильными домами, которые, имея технические удобства западноевропейских городских строений в то же время не убивали бы национального колорита Москвы.
— Яков Рекк
Был председателем правления Общества Глушковской суконной мануфактуры «Преемники И. С. Терещенко» в Курской губернии, став одним из его владельцев в 1906 году. Состоял в московском отделении Русского технического общества.
Жил в собственном доме на Садово-Самотёчной улице, 20, (1902—1911), с 1912 года — в Лопухинском переулке. 
Умер 12 октября 1913 года. Похоронен в Москве на Введенском кладбище (20 уч.).

## Интересный факт
- Столкнувшись с проблемой слабой ликвидности недвижимости, Яков Рекк нашёл нестандартное решение. В качестве расчёта за построенные в Москве дома он стал приобретать имения в Виленской, Киевской, Минской, Полтавской и Рязанской губерниях. Затем, действуя по схеме землеустроительных комиссий, созданных в ходе аграрной реформы П. А. Столыпина, Рекк дробил большие имения помещиков на мелкие хуторские хозяйства и через Харьковский земельный и государственный Крестьянский банки продавал их крестьянам и казакам.

## Память
- В Москве по адресу Большая Никитская, 56 находится дом, в котором жил Я. А. Рекк[3]. Автор проекта дома, возведённого в 1902—1903 годах — зодчий Г. А. Гельрих. В настоящее время здесь находится резиденция посла Египта в России[4].